# Majtumsjön
Majtumsjön är en sjö i Jokkmokks kommun i Lappland och ingår i Luleälvens huvudavrinningsområde. Sjön har en area på 2,79 kvadratkilometer och ligger 367,9 meter över havet. Sjön avvattnas av vattendraget Appokälven.

## Delavrinningsområde
Majtumsjön ingår i det delavrinningsområde (737048-167378) som SMHI kallar för Utloppet av Majtumsjön. Medelhöjden är 412 meter över havet och ytan är 18,51 kvadratkilometer. Räknas de 17 avrinningsområdena uppströms in blir den ackumulerade arean 264,21 kvadratkilometer. Appokälven som avvattnar avrinningsområdet har biflödesordning 3, vilket innebär att vattnet flödar genom totalt 3 vattendrag innan det når havet efter 243 kilometer. Avrinningsområdet består mestadels av skog (62 procent) och sankmarker (17 procent). Avrinningsområdet har 2,8 kvadratkilometer vattenytor vilket ger det en sjöprocent på 15,1 procent.